# キャメロン・ノリー
キャメロン・ノリー（Cameron Norrie、1995年8月23日 - ）は、イギリスの男子プロテニス選手。南アフリカ共和国・ヨハネスブルグ出身。キャメロン・ノーリーとも表記される。ATPランキング自己最高位はシングルス8位、ダブルス117位。これまでにATPツアーシングルスで5勝、ダブルスで1勝を挙げている。身長188cm、体重82kg。左利き、バックハンド・ストロークは両手打ち。

## 選手経歴

### ジュニア時代
南アフリカ共和国・ヨハネスブルグで生まれ、3歳のときにニュージーランドに家族で移住。16歳のときに国籍をイギリスに変更する。

### 2017年 プロ転向

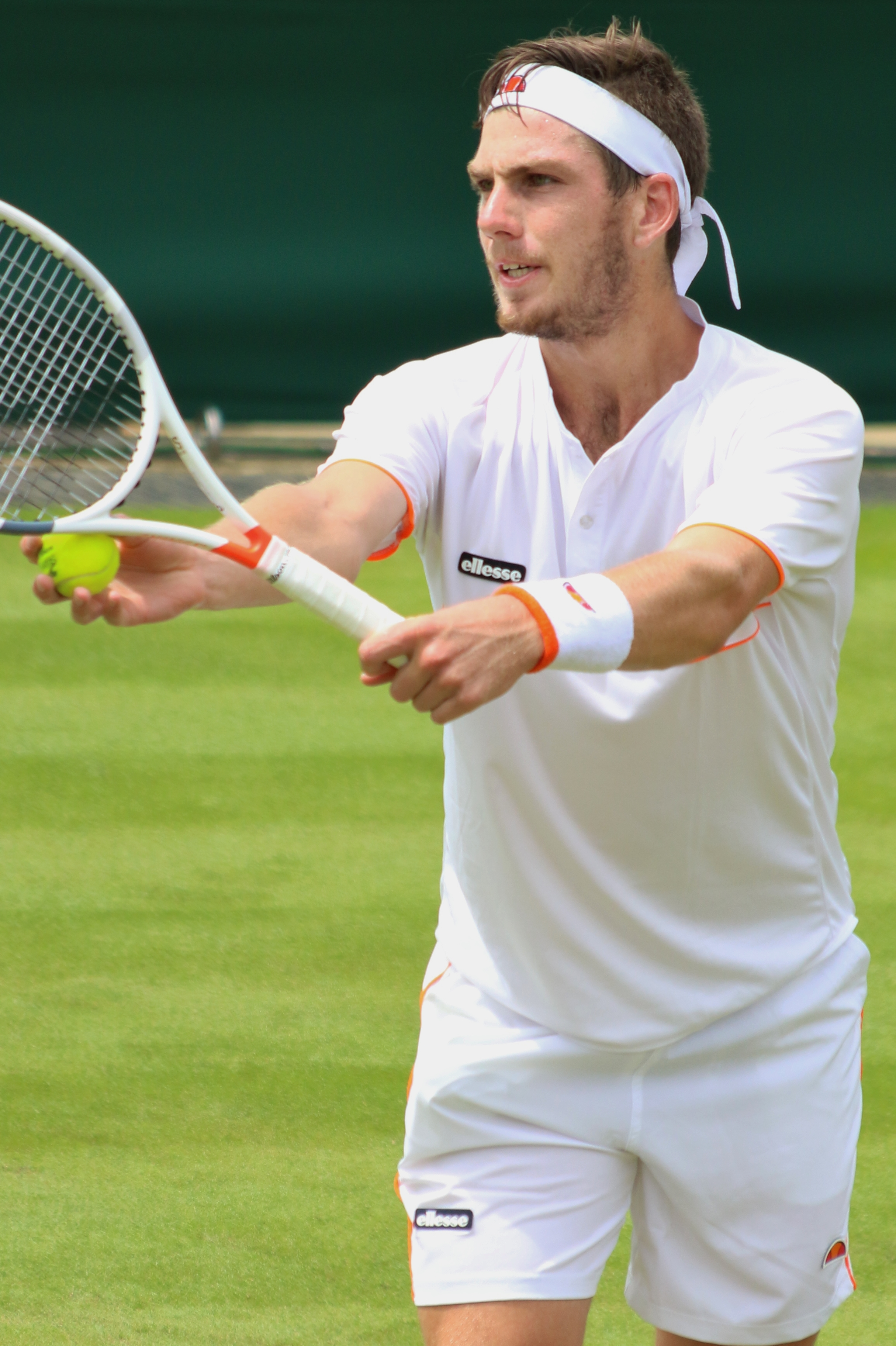
2017年ウィンブルドン選手権でのキャメロン・ノリー

同年にプロ転向して、ツアーに参戦する。ウィンブルドン選手権にワイルドカード（主催者推薦）によりグランドスラム初出場を果たす。1回戦では第12シードのジョー＝ウィルフリード・ツォンガに3-6, 2-6, 2-6のストレートで初戦敗退となったが、全米オープンでは予選を突破し、1回戦で相手の途中棄権によりグランドスラム初勝利を挙げた。2回戦では第12シードのパブロ・カレーニョ・ブスタに2-6, 4-6, 3-6のストレートで敗れた。年間最終ランキングは114位。

### 2018年 トップ100入り
カイル・エドマンドとペアを組み、ポルトガル・オープンでツアーダブルス初優勝を挙げた。年間最終ランキングは90位。

### 2019年 トップ50入り
全豪の前哨戦であるASBクラシックでATPツアーシングルス初の決勝進出を果たす。決勝ではテニーズ・サングレンに敗れ、準優勝。全豪オープンでは1回戦でテイラー・フリッツに初戦敗退。
リオ・オープンではドゥシャン・ラヨビッチを下すも、2回戦ではハウメ・ムナルに敗れた。メキシコ・オープンではATPツアー・500シリーズ初のベスト4入りを果たす。準決勝ではアレクサンダー・ズベレフに敗れた。BNPパリバ・オープンではフェリックス・オジェ＝アリアシムに、マイアミ・オープンではジョーダン・トンプソンにそれぞれ初戦敗退するも、モンテカルロ・マスターズではATPマスターズ1000で3回戦進出を果たす。バルセロナ・オープンではアルベルト・ラモス＝ビノラスに初戦敗退。BNLイタリア国際では予選通過するも、2回戦でボルナ・チョリッチに敗退。全仏オープンでは初戦敗退。

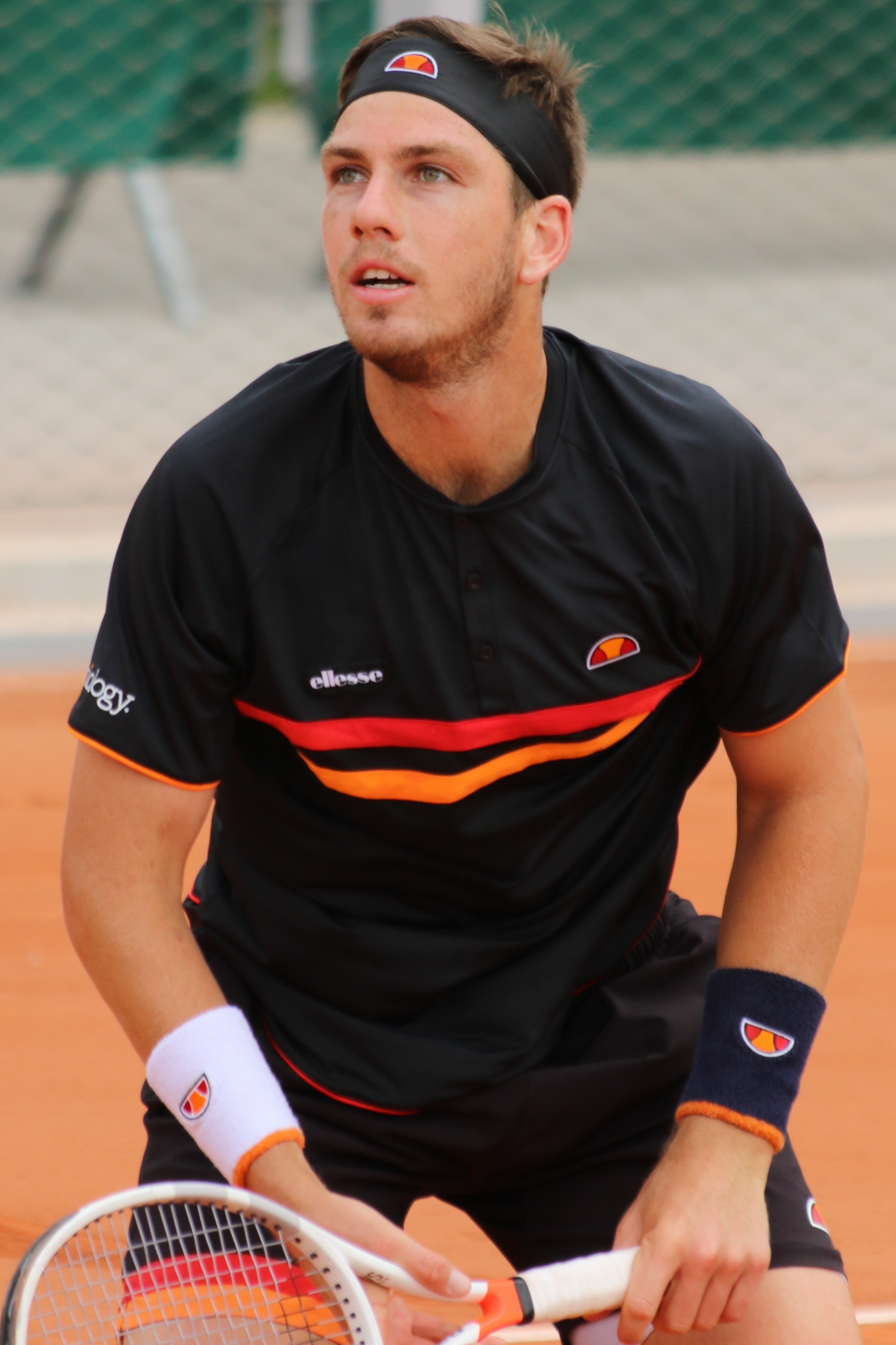
2019年全仏オープンでのキャメロン・ノリー

クイーンズ・クラブ選手権ではケビン・アンダーソンに初戦敗退。イーストボーン国際では2回戦でカイル・エドマンドに敗退。ウィンブルドン選手権では2回戦で錦織圭に敗退。

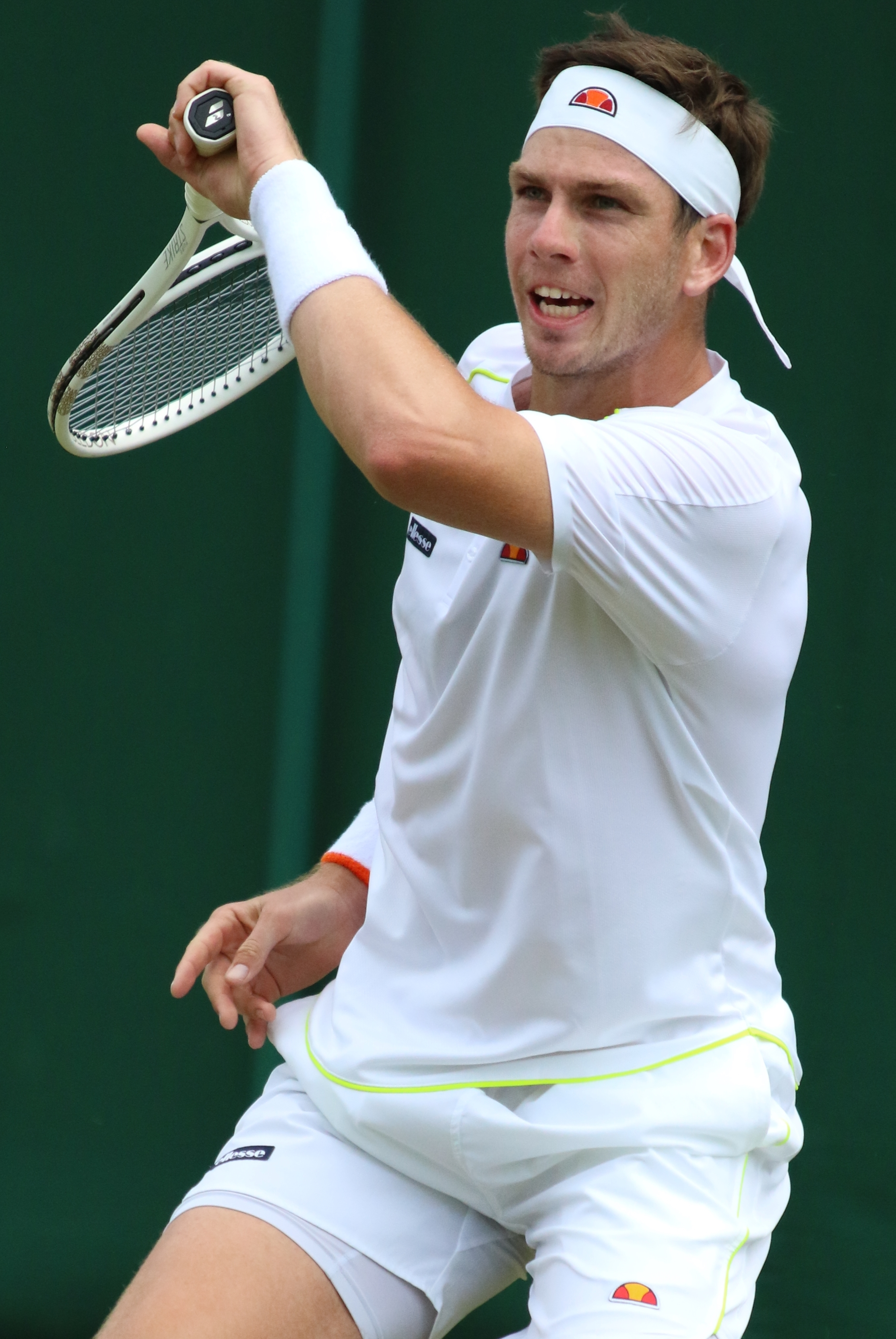
2019年ウィンブルドン選手権でのキャメロン・ノリー

アトランタ・オープンではベスト4入り。準決勝でテイラー・フリッツに敗れた。ロス・カボス・オープンではミハイル・ククシュキンに2回戦敗退。ロジャーズ・カップでは2回戦でズベレフに敗れた。全米オープンでは初戦敗退。上海マスターズでは2回戦でダニール・メドベージェフに敗れた。パリ・マスターズではミロシュ・ラオニッチに初戦敗退。年間最終ランキングは53位。

### 2020年 ATP杯ベスト8
年始の新設されたATPカップにはイギリス代表として出場。ベルギー戦では敗れるものの、ブルガリアとモルドバ戦で勝利して、チームはベスト8進出。準々決勝ではニック・キリオスに敗れてイギリスはオーストラリアに敗退。
全豪オープンではピエール＝ユーグ・エルベールに5-7, 6-3, 6-3, 5-7, 4-6のフルセットの末に初戦敗退。ウエスタン・アンド・サザン・オープンではライリー・オペルカに初戦敗退。全米オープンでは1回戦で第9シードのディエゴ・シュワルツマンを3-6, 4-6, 6-2, 6-1, 7-5のフルセットで破る金星を挙げた。2回戦ではフェデリコ・コリアを6-3, 6-4, 6-4のストレートで勝利する。3回戦ではアレハンドロ・ダビドビッチ・フォキナに6-7(2), 6-4, 2-6, 1-6で敗れるも、グランドスラム3回戦進出を果たした。
全仏オープンでは1回戦でダニエル・ガランに6-4, 3-6, 7-5, 1-6, 1-6のフルセットで敗れ、初戦敗退。サンクトペテルブルク・オープンでは準々決勝でアンドレイ・ルブレフに敗退。ヨーロピアン・オープンでは2回戦でミロシュ・ラオニッチに敗れた。年間最終ランキングは71位。

### 2021年 マスターズ初優勝 ツアー初優勝 ATPファイナルズ初出場 トップ15入り
全豪オープンでは1回戦で同胞の第30シードのダニエル・エバンスを下し、2回戦も突破。3回戦では第2シードのラファエル・ナダルに敗れた。バルセロナ・オープンではカレン・ハチャノフ、ダビド・ゴファンらを下してベスト8入り。準々決勝でもナダルに敗れた。
ミレニアム・エストリル・オープンではジョアン・ソウザ、クリスチャン・ガリン、マリン・チリッチらを倒して決勝進出。決勝ではアルベルト・ラモス＝ビノラスに敗れ、ツアー初優勝にはならなかった。リヨン・オープンでもドミニク・ティエム 、ハチャノフらを下して決勝進出をするも第2シードのステファノス・チチパスに敗れた。全仏オープンでは3回戦進出を果たしたが、クレーキングのナダルにストレートで敗れた。

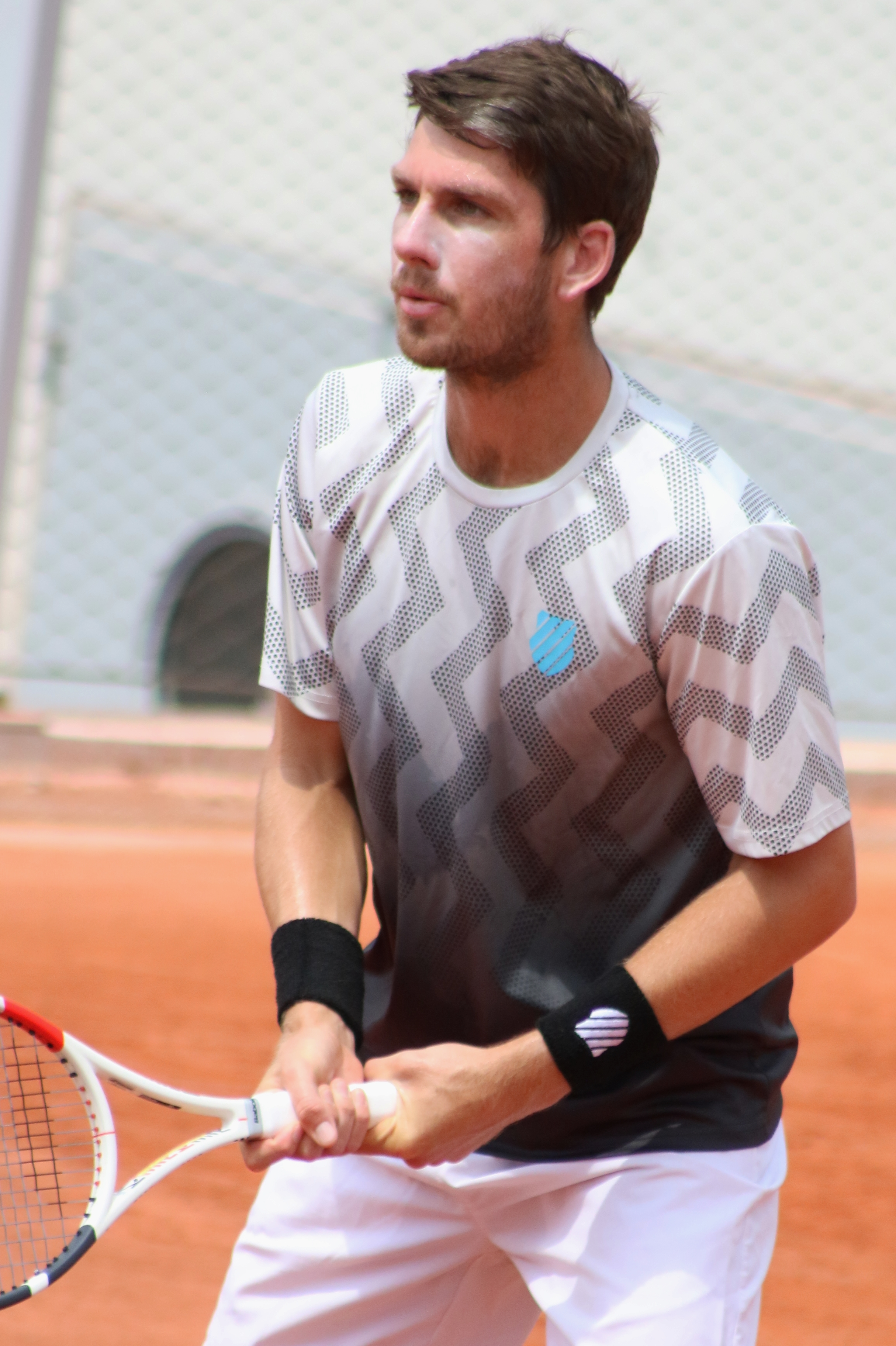
2021年全仏オープンでのキャメロン・ノリー

クイーンズ・クラブ選手権ではデニス・シャポバロフを下してATPツアー・500シリーズ初の決勝進出をするも決勝でマッテオ・ベレッティーニに敗れ、準優勝。ウィンブルドン選手権は1回戦でリュカ・プイユ、2回戦でアレックス・ボルトを破り、3回戦進出。3回戦でロジャー・フェデラーに敗れたが、その後のミフェル・オープンでツアー初優勝を果たした。2021年全米オープンでは1回戦でカルロス・アルカラスに敗れたが、大会後に自己最高となる世界ランキング28位を記録し、トップ30入りを果たした。
レーバーカップにも欧州選抜の補欠として参加。サンディエゴ・オープンではダニエル・エバンス、デニス・シャポバロフ、アンドレイ・ルブレフらを下し、決勝進出を果たした。決勝ではキャスパー・ルードに敗れた。BNPパリバ・オープンではロベルト・バウティスタ・アグート、ディエゴ・シュワルツマン、グリゴール・ディミトロフ らを倒して決勝進出。決勝では同じくマスターズ1000初優勝を目指すニコロズ・バシラシビリに逆転で勝利し、ATPマスターズ1000初優勝を遂げ、トップ15入りを記録した。
ATPファイナルズにはレースランキング10位だったが、先にマッテオ・ベレッティーニが、その次にステファノス・チチパスとが途中棄権したため、その代役として最終戦に初出場を果たした。年間最終ランキングは12位。

### 2022年 ウィンブルドンベスト4 世界8位
ATPカップにイギリス代表として出場するもドイツのアレクサンダー・ズベレフ、カナダのフェリックス・オジェ＝アリアシム、アメリカのテイラー・フリッツらに3連敗となり、チームはラウンドロビン敗退。
全豪オープンでは第12シードとして出場するも、1回戦でセバスチャン・コーダに3-6, 0-6, 4-6のストレートで敗れた。ABNアムロ世界テニス・トーナメントではベスト8入り。準々決勝でオジェ＝アリアシムに敗れたが、デルレイビーチ・オープンでは決勝でライリー・オペルカを下して、ツアー3勝目を挙げる。続くメキシコ・オープンでも2週連続で決勝進出。決勝ではラファエル・ナダルに敗れて準優勝。
昨年ATPマスターズ1000初優勝を果たしたBNPパリバ・オープンではベスト8入りするも、準々決勝でカルロス・アルカラスに敗れたが、大会後のランキングで10位となり、初のトップ10入りを果たす。マイアミ・オープンでは初の4回戦進出したが、4回戦でキャスパー・ルードに敗れた。

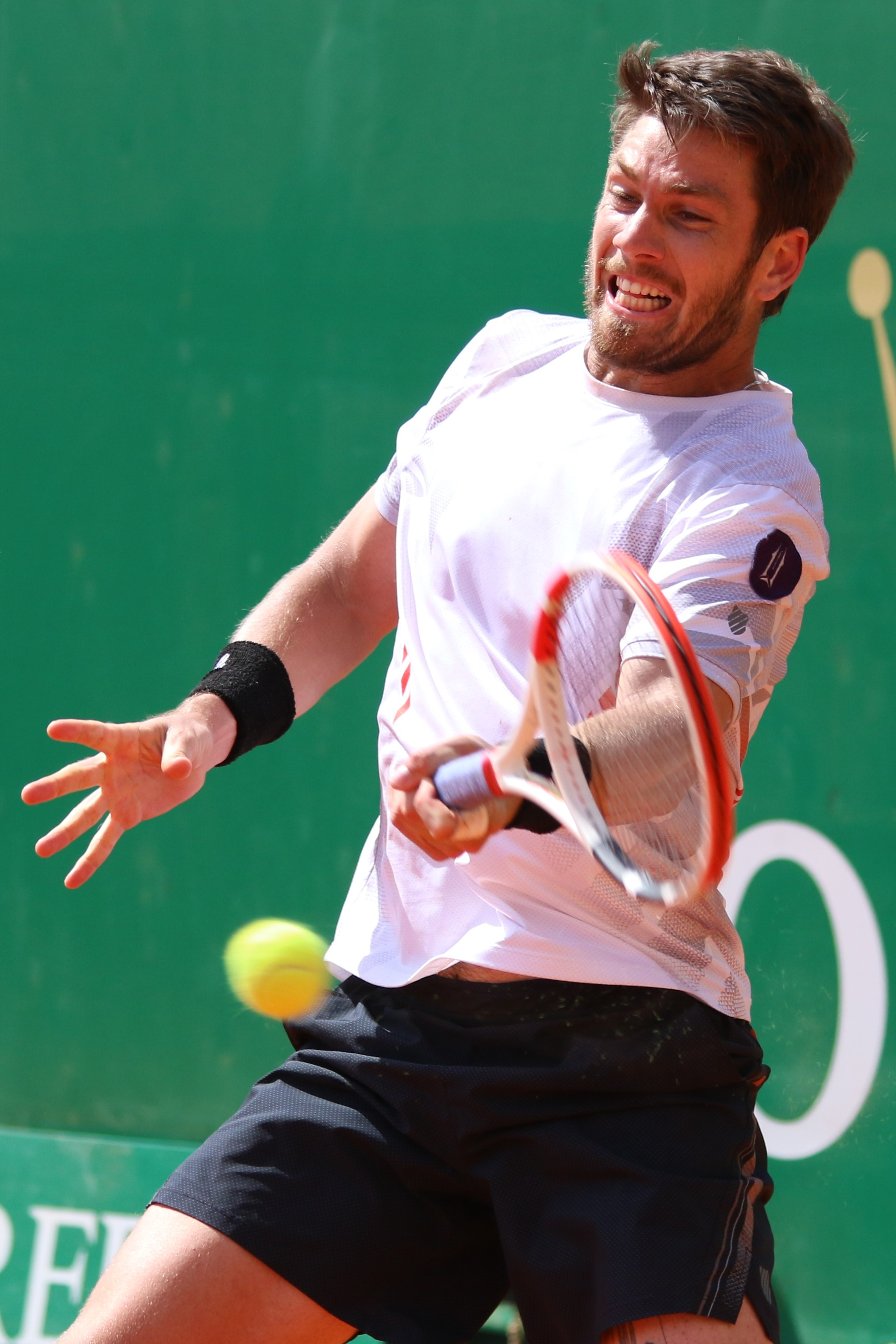
2022年モンテカルロ・マスターズでのキャメロン・ノリー

クレーシーズンになり、モンテカルロ・マスターズではアルベルト・ラモス＝ビノラスに初戦敗退。バルセロナ・オープンではベスト8入りするも、アレックス・デミノーに敗れた。マドリード・オープンでは3回戦でアルカラスに敗れた。BNLイタリア国際ではマリン・チリッチに2回戦敗退したが、続くリヨン・オープンでは決勝進出して、決勝でアレックス・モルチャンを6-3, 6-7(3), 6-1で破り、ツアー4勝目を挙げた。第10シードで迎えた2022年全仏オープンでは3回戦で第21シードのカレン・ハチャノフに2-6, 5-7, 7-5, 4-6で敗れた。
芝シーズンではクイーンズ・クラブ選手権でグリゴール・ディミトロフに7-6(2), 1-6, 4-6で初戦敗退。イーストボーン国際ではベスト8入りするも、準々決勝でマクシム・クレシーに5-7, 5-7のストレートで敗れた。第9シードで迎えたウィンブルドン選手権では1回戦でパブロ・アンドゥハルに6-0, 7-6(3), 6-3のストレートで、2回戦ではハウメ・ムナルに6-4, 3-6, 5-7, 6-0, 6-2のフルセットで、3回戦でスティーブ・ジョンソンを6-4, 6-1, 6-0、4回戦でトミー・ポール (テニス) を6-4, 7-5, 6-4のストレートでそれぞれ勝利して、グランドスラム初のベスト8入り。準々決勝ではダビド・ゴファンを3-6, 7-5, 2-6, 6-3, 7-5のフルセットの熱戦の末に勝利を掴み、グランドスラム初のベスト4入りを果たした。準決勝では第1シードのノバク・ジョコビッチに6-2, 3-6, 2-6, 4-6の第1セットを奪う健闘を見せるも、巻き返さず敗れた。

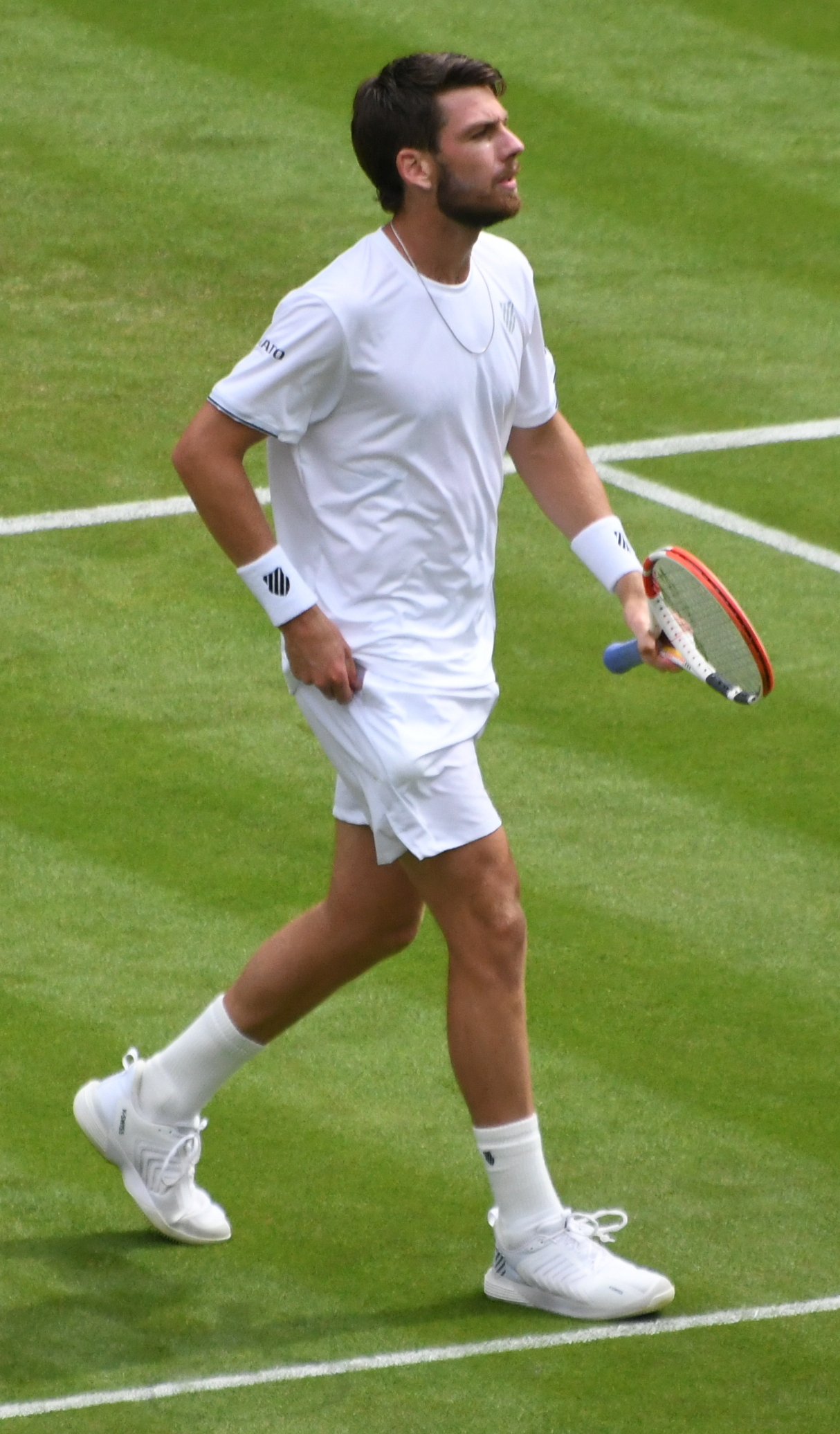
2022年ウィンブルドン選手権でのキャメロン・ノリー

ロス・カボス・オープンでは準々決勝でラドゥ・アルボットを6-3 7-6(4)のストレートで下し、準決勝ではオジェ・アリアシムを6-4 3-6 6-3のフルセットで下し、決勝に進出。決勝ではダニール・メドベージェフに5-7 0-6のストレートで敗れ、今季2度の準優勝。ナショナル・バンク・オープンでは初の3回戦進出をするも、オジェ・アリアシムに3-6, 4-6のストレートで敗れた。ウエスタン・アンド・サザン・オープンでは準々決勝でアルカラスを破り、初のベスト4進出。準決勝ではボルナ・チョリッチに3-6, 4-6のストレートで敗れた。第7シードとして迎えた全米オープンでは3回戦で第28シードのホルガ・ルーネを7-5, 6-4, 6-1のストレートで破るも、初の4回戦進出をするも、4回戦では第9シードのアンドレイ・ルブレフに4-6, 4-6, 4-6のストレートで敗れたが、大会後に自己最高の世界ランキング8位を更新した。レーバーカップでは欧州代表として2年連続の出場となり、フリッツに1-6, 6-4, 8-10で敗れ、欧州代表の勝利に貢献できなかった。パリ・マスターズではミオミル・キツマノビッチを6-2, 6-4のストレートで破り、初戦突破するも、2回戦ではコランタン・ムーテに3-6, 7-5, 6-7(3)で敗れた。年間最終ランキングは14位。

### 2023年 ツアー5勝目
1月、ユナイテッド・カップではイギリス代表として出場。スペインのラファエル・ナダルを3-6, 6-3, 6-4、アメリカのテイラー・フリッツを6-4, 5-7, 6-4でトップ選手2名を下す活躍でチームはベスト8入り。オークランドでは決勝進出。決勝ではリシャール・ガスケに6-4, 4-6, 4-6の逆転で敗れ、準優勝となった。全豪オープンでは第11シードとして出場。1回戦ではルカ・ヴァン・アッシュを7-6(3), 6-0, 6-3、2回戦ではコンスタン・レスティエンヌを6-3, 3-6, 7-6(2), 6-3がそれぞれ下すも、3回戦ではイジー・レヘチカに7-6(8), 3-6, 6-3, 1-6, 4-6のフルセットで敗れた。
2月、アルゼンチン・オープンでは決勝進出するも、カルロス・アルカラスに3-6, 5-7のストレートで敗れ、準優勝となるも、続くリオ・オープンでは2週連続決勝進出。決勝でもアルカラスと対決し、5-7, 6-4, 7-5の逆転で勝利し、リベンジをすると共にツアー5勝目を挙げた。
3月、BNPパリバ・オープンでは4回戦でアンドレイ・ルブレフを2-6, 4-6のストレートで破り、ベスト8入り。準々決勝ではフランシス・ティアフォーに4-6, 4-6のストレートで敗れた。マイアミ・オープンではグレゴワール・バレールに3-6, 2-6のストレートで初戦敗退。

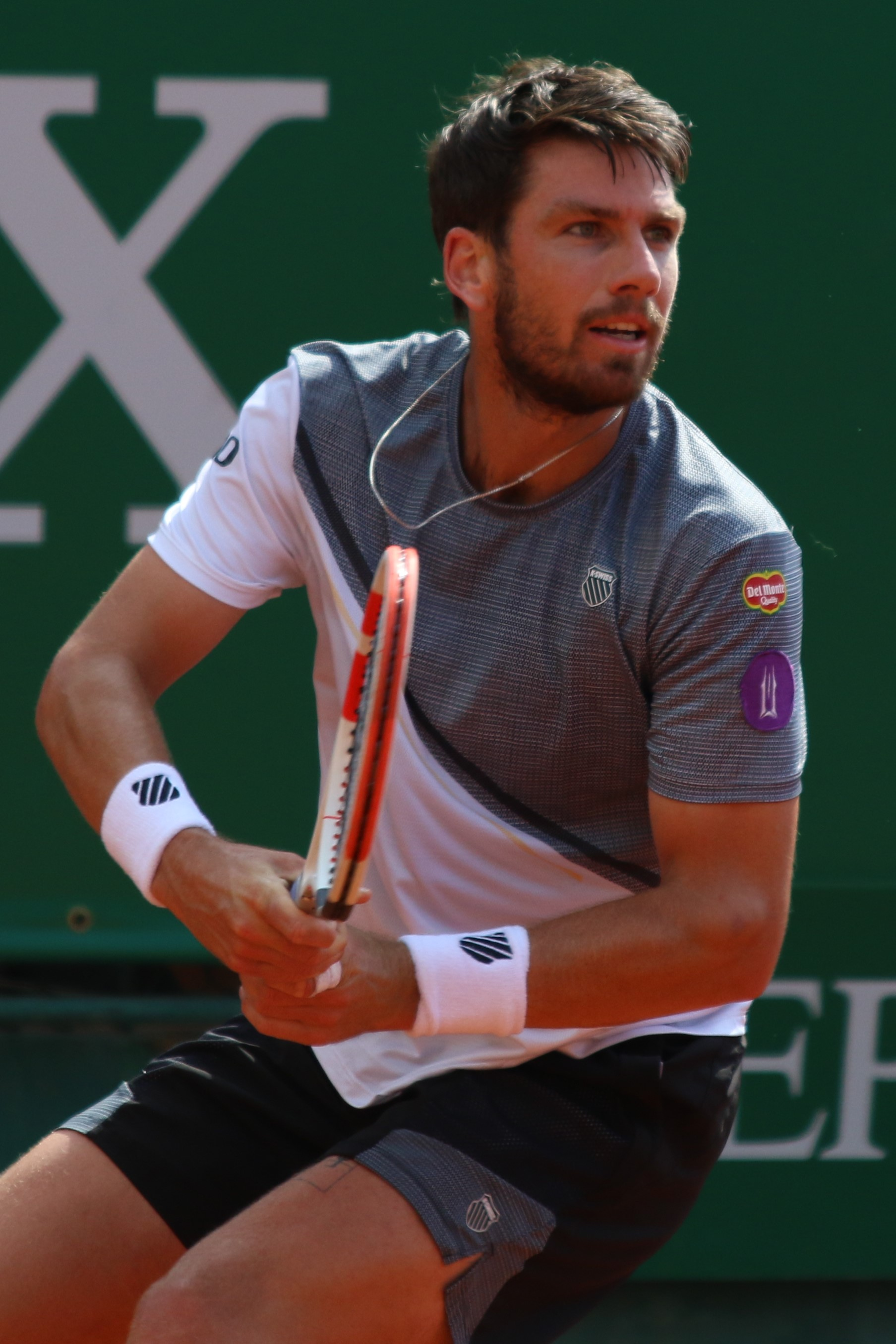
2023年モンテカルロ・マスターズでのキャメロン・ノリー

4月、モンテカルロ・マスターズではフランシスコ・セルンドロに3-6, 4-6のストレートで初戦敗退。バルセロナ・オープンでは2回戦でロレンツォ・ムゼッティに6-3, 4-6, 1-6で敗退。マドリード・オープンでは3回戦でジャン・ジジェンに敗れた。
5月、BNLイタリア国際では初の4回戦進出。4回戦ではノバク・ジョコビッチに3-6, 4-6のストレートで敗れた。リヨン・オープンではベスト4入り。準決勝でセルンドロに3-6, 0-6で敗れた。
6月、全仏オープンでは1回戦でブノワ・ペールに7-5, 4-6, 3-6, 6-1, 6-4のフルセットで破り、2回戦ではリュカ・プイユを6-1, 6-3, 6-3のストレートで下す。3回戦ではムゼッティに1-6, 2-6, 4-6のストレートで敗れた。
7月、ウィンブルドン選手権では第12シードとして出場。1回戦ではトマーシュ・マハーチに6-3, 4-6, 6-1, 6-4で初戦を突破するも、2回戦でクリストファー・ユーバンクスに3-6, 6-3, 2-6, 6-7(3)で敗れた。
8月、ロス・カボス・オープンではアレクサンダル・コバチェビッチに初戦敗退。ナショナル・バンク・オープンではアレックス・デミノーに5-7, 4-6のストレートで初戦敗退。ウエスタン・アンド・サザン・オープンではガエル・モンフィスに6-3, 4-6, 3-6の逆転で初戦敗退。
9月、全米オープンでは第16シードとして出場。1回戦でアレクサンダー・シェフチェンコを6-3, 6-2, 6-2、2回戦では許育修を7-5, 6-4, 6-4のストレートでそれぞれ下すも、3回戦ではマッテオ・アルナルディに3-6, 4-6, 3-6のストレートで敗退。
10月、上海マスターズではJ. J.ウルフを3-6, 7-5, 6-7(4)で初戦敗退するも、リンキー・ヒジカタと組んだダブルスではベスト4進出を果たした。準決勝ではマルセル・グラノリェルス/オラシオ・セバジョス組に2-6, 3-6のストレートで敗れた。木下グループジャパンオープンではテイラー・フリッツに4-6, 3-6のストレートで初戦敗退。エルステ・バンク・オープンではアレクサンダー・ズベレフに2-6, 4-6のストレートで2回戦敗退。年間最終ランキングは18位。

### 2024年 ツアー通算200勝
全豪オープンでは3回戦で第11シードのキャスパー・ルードを6-4, 6-7(7), 6-4, 6-3で破り、初の4回戦進出を果たす。4回戦では第6シードのアレクサンダー・ズベレフに5-7, 6-3, 3-6, 6-4, 6-7(3)のフルセットの末に敗退した。BNPパリバ・オープンではガエル・モンフィスに7-6(5), 6-7(5), 3-6、マイアミ・オープンではダニール・メドベージェフに5-7, 1-6、それぞれ3回戦敗退。モンテカルロ・マスターズではカレン・ハチャノフに5-7, 6-7(3)のストレートで初戦敗退。バルセロナ・オープン2回戦ではロベルト・バウティスタ・アグートを4-6, 3-6のストレートで破ったことでツアー通算200勝目を挙げた。マドリード・オープンでは3回戦でルードに2-6, 4-6のストレートで敗れた。BNLイタリア国際ではステファノス・チチパスに2-6, 6-7(1)のストレートで敗れた。全仏オープンでは第32シードとして出場するも、パーヴェル・コトフに6-4, 3-6, 6-3, 6-7(5), 2-6のフルセットの末に初戦敗退。ウィンブルドン選手権では1回戦でファクンド・ディアス・アコスタを7-5, 7-5, 6-3、2回戦では第28シードのジャック・ドレイパーを7-6(3), 6-4, 7-6(6)のストレートでそれぞれ下すも、3回戦では第4シードのズベレフに4-6, 4-6, 6-7(15)のストレートで敗れた。スウェーデン・オープンでは2回戦でラファエル・ナダルに4-6, 4-6のストレートで敗れ、さらに前腕の怪我により、数ヶ月休養を取ることとなった。10月のロアンヌ・チャレンジャーで復帰し、ベスト8進出。ストックホルム・オープンでツアーレベルの大会に復帰するも、ミオミル・キツマノビッチに4-6, 4-6のストレートで初戦敗退。続くエルステ・バンク・オープンではフランシス・ティアフォーに4-6, 6-7(4)のストレートで初戦敗退。パリ・マスターズではクエンティン・ハリーズに3-6, 4-6のストレートで予選敗退。しかし、11月のモゼール・オープンでは決勝進出。決勝ではバンジャマン・ボンジに6-7(6), 4-6のストレートで敗れ、準優勝となり、大会後にはトップ50復帰を果たした。年間最終ランキングは49位。

### 2025年 ウィンブルドンベスト8
年初の香港オープンでは1回戦でラーナー・ティエンを6-3, 7-5のストレートで破り、今季初勝利で初戦突破。2回戦ではロレンツォ・ソネゴを6-2, 4-6, 6-1で破り、ベスト8進出。準々決勝では錦織圭に3-6, 6-3, 3-6で敗れた。全豪オープンではマッテオ・ベレッティーニに7-6(4), 4-6, 1-6, 3-6の逆転で初戦敗退となった。クレーシーズンではジュネーブ・オープンでは予選5試合を連勝してベスト4進出を果たす。準決勝ではノバク・ジョコビッチに4-6, 7-6(6), 1-6で敗れ、決勝進出を逃した。全仏オープンでは1回戦で第11シードのダニール・メドベージェフに7-5, 6-3, 4-6, 1-6, 7-5のフルセットの熱戦の末に初戦突破。その勢いのまま2、3回戦をストレートで制して、大会初の4回戦進出。4回戦では第6シードのジョコビッチに2-6, 3-6, 2-6のストレートで敗れた。ウィンブルドン選手権では1回戦でロベルト・バウティスタ・アグートを6-3, 3-6, 6-4, 7-6(3)、2回戦で第12シードのフランシス・ティアフォーを4-6, 6-4, 6-3, 7-5、3回戦で マッティア・ベルッチを7-6(5), 6-4, 6-3のストレートで、4回戦でニコラス・ジャリーを6-3, 7-6(4), 6-7(7), 6-7(5), 6-3のフルセットでそれぞれ破り、3年ぶりベスト8進出を果たした。準々決勝では第2シードのカルロス・アルカラスに2-6, 3-6, 3-6のストレートで敗れた。

## ATPツアー決勝進出結果

### シングルス: 15回 (5勝10敗)
| 大会グレード                    |
| グランドスラム (0–0)            |
| ATPファイナルズ (0–0)           |
| ATPツアー・マスターズ1000 (1–0) |
| ATPツアー500 (1–2)              |
| ATPツアー250 (3–8)              |

| サーフェス別タイトル |
| ハード (3–6)         |
| クレー (2–3)         |
| 芝 (0–1)             |

| 結果   | No. | 決勝日         | 大会                 | サーフェス    | 対戦相手                     | スコア             |
| ------ | --- | -------------- | -------------------- | ------------- | ---------------------------- | ------------------ |
| 準優勝 | 1.  | 2019年1月12日  | オークランド         | ハード        | テニーズ・サンドグレン       | 4-6, 2-6           |
| 準優勝 | 2.  | 2021年5月2日   | エストリル           | クレー        | アルベルト・ラモス＝ビノラス | 6-4, 3-6, 6-7(3-7) |
| 準優勝 | 3.  | 2021年5月23日  | リヨン               | クレー        | ステファノス・チチパス       | 3-6, 3-6           |
| 準優勝 | 4.  | 2021年6月20日  | ロンドン             | 芝            | マッテオ・ベレッティーニ     | 4-6, 7-6(7-5), 3-6 |
| 優勝   | 1.  | 2021年7月24日  | ロス・カボス         | ハード        | ブランドン・ナカシマ         | 6-2, 6-2           |
| 準優勝 | 5.  | 2021年10月3日  | サンディエゴ         | ハード        | キャスパー・ルード           | 0-6, 2-6           |
| 優勝   | 2.  | 2021年10月17日 | インディアンウェルズ | ハード        | ニコロズ・バシラシビリ       | 3-6, 6-4, 6-1      |
| 優勝   | 3.  | 2022年2月20日  | デルレイビーチ       | ハード        | ライリー・オペルカ           | 7-6(7-1), 7-6(7-4) |
| 準優勝 | 6.  | 2022年2月27日  | アカプルコ           | ハード        | ラファエル・ナダル           | 4-6, 4-6           |
| 優勝   | 4.  | 2022年5月22日  | リヨン               | クレー        | アレックス・モルチャン       | 6-3, 6-7(3-6), 6-1 |
| 準優勝 | 7.  | 2022年8月7日   | ロス・カボス         | ハード        | ダニール・メドベージェフ     | 5-7, 0-6           |
| 準優勝 | 8.  | 2023年1月14日  | オークランド         | ハード        | リシャール・ガスケ           | 6-4, 4-6, 4-6      |
| 準優勝 | 9.  | 2023年2月20日  | ブエノスアイレス     | クレー        | カルロス・アルカラス         | 3-6, 5-7           |
| 優勝   | 5.  | 2023年2月27日  | リオデジャネイロ     | クレー        | カルロス・アルカラス         | 5-7, 6-4, 7-5      |
| 準優勝 | 10. | 2024年11月9日  | メス                 | ハード (室内) | バンジャマン・ボンジ         | 7-6(8-6), 6-4      |

### ダブルス: 1回 (1勝0敗)
| 大会グレード                    |
| グランドスラム (0–0)            |
| ATPファイナルズ (0–0)           |
| ATPツアー・マスターズ1000 (0–0) |
| ATPツアー500 (0–0)              |
| ATPツアー250 (1–0)              |

| サーフェス別タイトル |
| ハード (0–0)         |
| クレー (1–0)         |
| 芝 (0–0)             |

| 結果 | No. | 決勝日       | 大会       | サーフェス | パートナー         | 対戦相手                                | スコア   |
| ---- | --- | ------------ | ---------- | ---------- | ------------------ | --------------------------------------- | -------- |
| 優勝 | 1.  | 2018年5月6日 | エストリル | クレー     | カイル・エドマンド | ウェスリー・クールホフ アルテム・シタク | 6-4, 6-2 |

## 成績
略語の説明
| W | F | SF | QF | #R | RR | Q# | LQ | A | Z# | PO | G | S | B | NMS | P | NH |

W=優勝, F=準優勝, SF=ベスト4, QF=ベスト8, #R=#回戦敗退, RR=ラウンドロビン敗退, Q#=予選#回戦敗退, LQ=予選敗退, A=大会不参加, Z#=デビスカップ/BJKカップ地域ゾーン, PO=デビスカップ/BJKカッププレーオフ, G=オリンピック金メダル, S=オリンピック銀メダル, B=オリンピック銅メダル, NMS=マスターズシリーズから降格, P=開催延期, NH=開催なし.

### グランドスラム
| 大会           | 2017 | 2018 | 2019 | 2020 | 2021 | 2022 | 2023 | 2024 | 2025 | 通算成績 |
| -------------- | ---- | ---- | ---- | ---- | ---- | ---- | ---- | ---- | ---- | -------- |
| 全豪オープン   | A    | Q2   | 1R   | 1R   | 3R   | 1R   | 3R   | 4R   | 1R   | 7–7      |
| 全仏オープン   | A    | 2R   | 1R   | 1R   | 3R   | 3R   | 3R   | 1R   | 4R   | 10–8     |
| ウィンブルドン | 1R   | 1R   | 2R   | NH   | 3R   | SF   | 2R   | 3R   | QF   | 15–8     |
| 全米オープン   | 2R   | 2R   | 1R   | 3R   | 1R   | 4R   | 3R   | A    |      | 9–7      |

### 大会最高成績
| 大会                 | 成績 | 年         |
| -------------------- | ---- | ---------- |
| ATPファイナルズ      | RR   | 2021       |
| インディアンウェルズ | W    | 2021       |
| マイアミ             | 4R   | 2022       |
| モンテカルロ         | 3R   | 2019       |
| マドリード           | 3R   | 2022-2025  |
| ローマ               | 4R   | 2023       |
| カナダ               | 3R   | 2022       |
| シンシナティ         | SF   | 2022       |
| 上海                 | 2R   | 2019, 2023 |
| パリ                 | 3R   | 2021       |
| オリンピック         | A    | 出場なし   |
| デビスカップ         | QF   | 2021, 2023 |
| ATPカップ            | QF   | 2020       |
| ユナイテッド・カップ | QF   | 2023       |